# Sklepienie nieckowe
Sklepienie nieckowe – sklepienie utworzone ze sklepienia walcowego przez zastąpienie w nim czołowych części kolebami sklepienia klasztornego, służące do przykrycia przestrzeni między ścianami o rzucie poziomym w kształcie wydłużonego prostokąta.
Cechą charakterystyczną sklepienia nieckowego jest brak krawędzi grzbietowej oraz uwydatniające się naroża.